# Íñigo Melchor Fernández de Velasco
Íñigo Melchor Fernández de Velasco y Tovar (Madrid, 16 de abril de 1629 - 29 de septiembre de 1696) fue un noble y hombre de estado español al servicio de Carlos II. 

## Familia
Fue hijo primogénito de Bernardino Fernández de Velasco y Tovar, de quien heredó los títulos nobiliarios de VII duque de Frías, IV marqués de Berlanga y IX conde de Haro y el empleo de Condestable de Castilla, y de su mujer Isabel María de Guzmán y Guzmán.

## Biografía
Fue preso por motivos desconocidos entre 1654 y 1656 en el Alcázar de Segovia

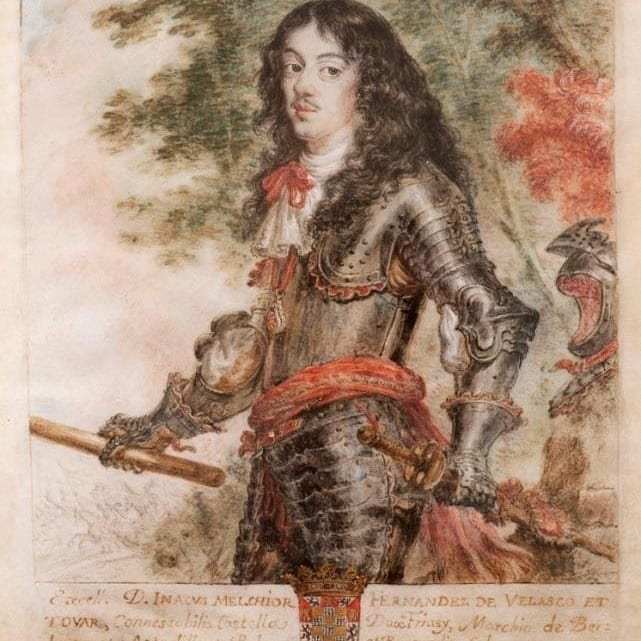
Inigo Melchor Fernández de Velasco retratado por Justus van Egmont C.1669

Habiendo seguido la carrera militar, participó con el grado de general en la guerra de Cataluña bajo las órdenes de Juan José de Austria, y en la guerra de separación de Portugal como Capitán General de Galicia. 
Entre 1668-69 desempeñó el cargo de gobernador de los Países Bajos españoles, puesto que dejó para regresar a España en calidad de consejero de estado y de guerra. En 1671 fue nombrado Presidente del Consejo de Órdenes, y cuatro años después del Consejo Supremo de Flandes. En 1676 fue designado Mayordomo mayor del rey Carlos II.

## Matrimonios y descendencia
Casado primera vez con Josefa Jacinta Fernández de Córdoba y Figueroa (Montilla, 19 de septiembre de 1627 - 1664), hija de Alonso Fernández de Córdoba y Enríquez de Ribera, V marqués de Priego, y de su mujer y prima Juana Enríquez de Ribera y Téllez-Girón, sin descendencia.
Casado segunda vez con María Teresa de Benavides Dávila y Corella (c. 1640 - 1702), hija de Diego de Benavides de La Cueva y Bazán, VIII conde de Santisteban del Puerto, y de su mujer Antonia Dávila y Corella, VII marquesa de las Navas, X condesa de Consentayna, y viuda, casada el 22 de julio de 1660, de Luis Ramón Folch de Cardona de Aragón y Fernández de Córdova, VI duque de Segorbe, etc, de quien tuvo dos hijos y una hija: 
- José Manuel Fernández de Velasco y Tovar, VIII duque de Frías, V marqués de Berlanga, X conde de Haro
- María del Pilar Fernández de Velasco y Benavides, casada con Francisco María de Paula Téllez-Girón y Benavides, VI duque de Osuna, X conde de Ureña
- Íñigo Fernández de Velasco y Benavides

Fuera del matrimonio tuvo un hijo: 
- Francisco Antonio Fernández de Velasco y Tovar